# Шошони (национальный лес)
Шошони (англ. Shoshone National Forest) — национальный лес на северо-западе штата Вайоминг, США. Первый национальный лес страны и одна из первых охраняемых территорий в мире. Создан решением Конгресса, одобренным президентом Гаррисоном в 1891 году. Является частью Большой экосистемы Йеллоустона, практически непрерывного пространства находящихся под федеральной охраной земель общей площадью более 80 000 квадратных километров.
Национальный лес назван в честь племени шошонов, которые, наряду с другими коренными американцами, такими как лакота, кроу и северные шайенны, были основными племенами, с которыми встретились первые европейские исследователи в этом регионе. Коренные американцы жили в этом регионе не менее десяти тысяч лет, и с приходом первых европейских исследователей лесные угодья уже были заняты различными племенами. Тем не менее, лес по большей части сохранился в первозданном виде, включая животный мир. Имеются популяции таких животных, как пумы, волки, росомахи, койоты, рыси, ласки, куницы, бобры, сурки, еноты, барсуки, лоси. В лесу более 2 000 километров пешеходных троп и 32 кемпинга. На рубеже XIX—XX веков на охраняемой территории велась добыча золота.

## Галерея

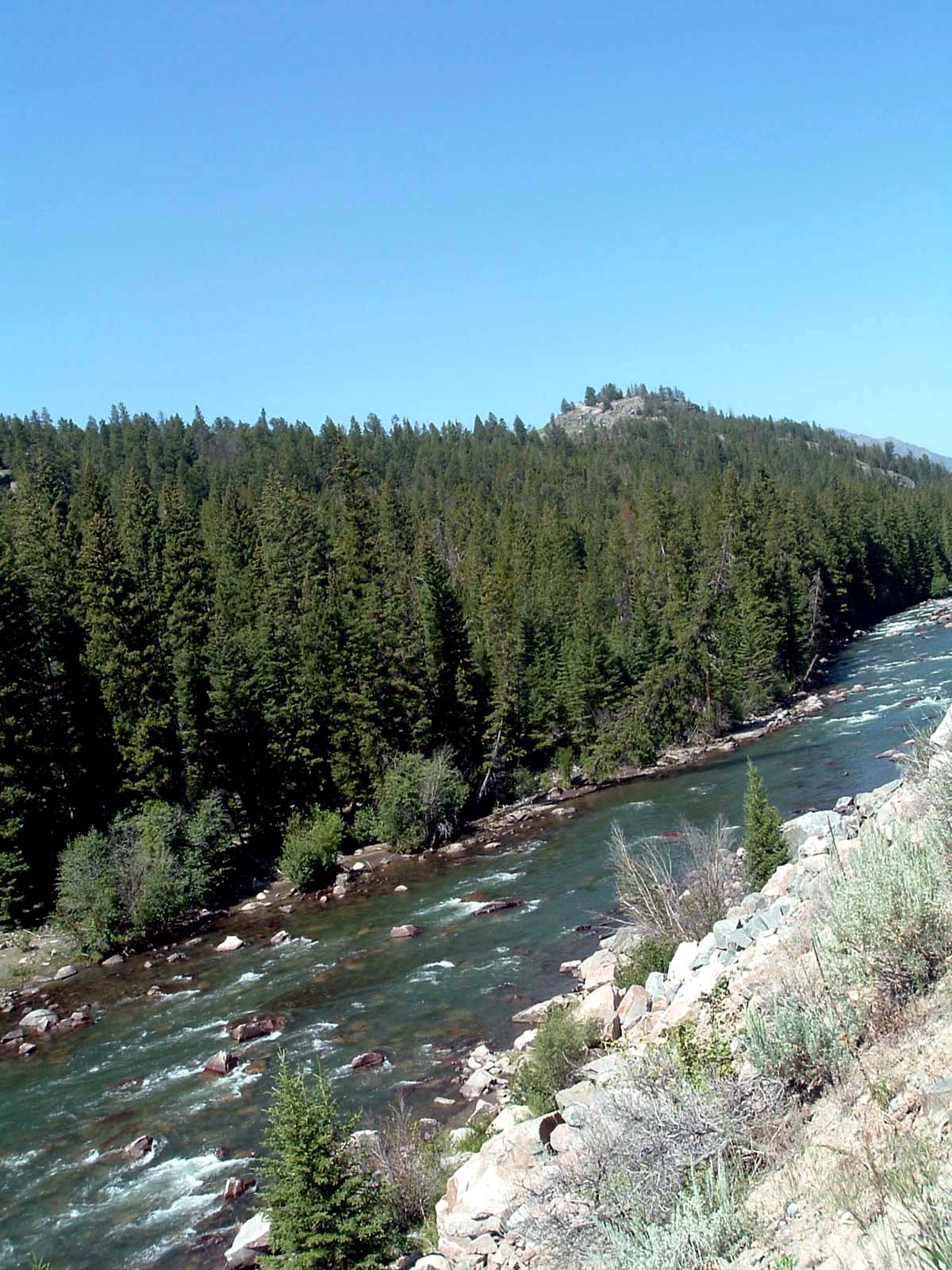
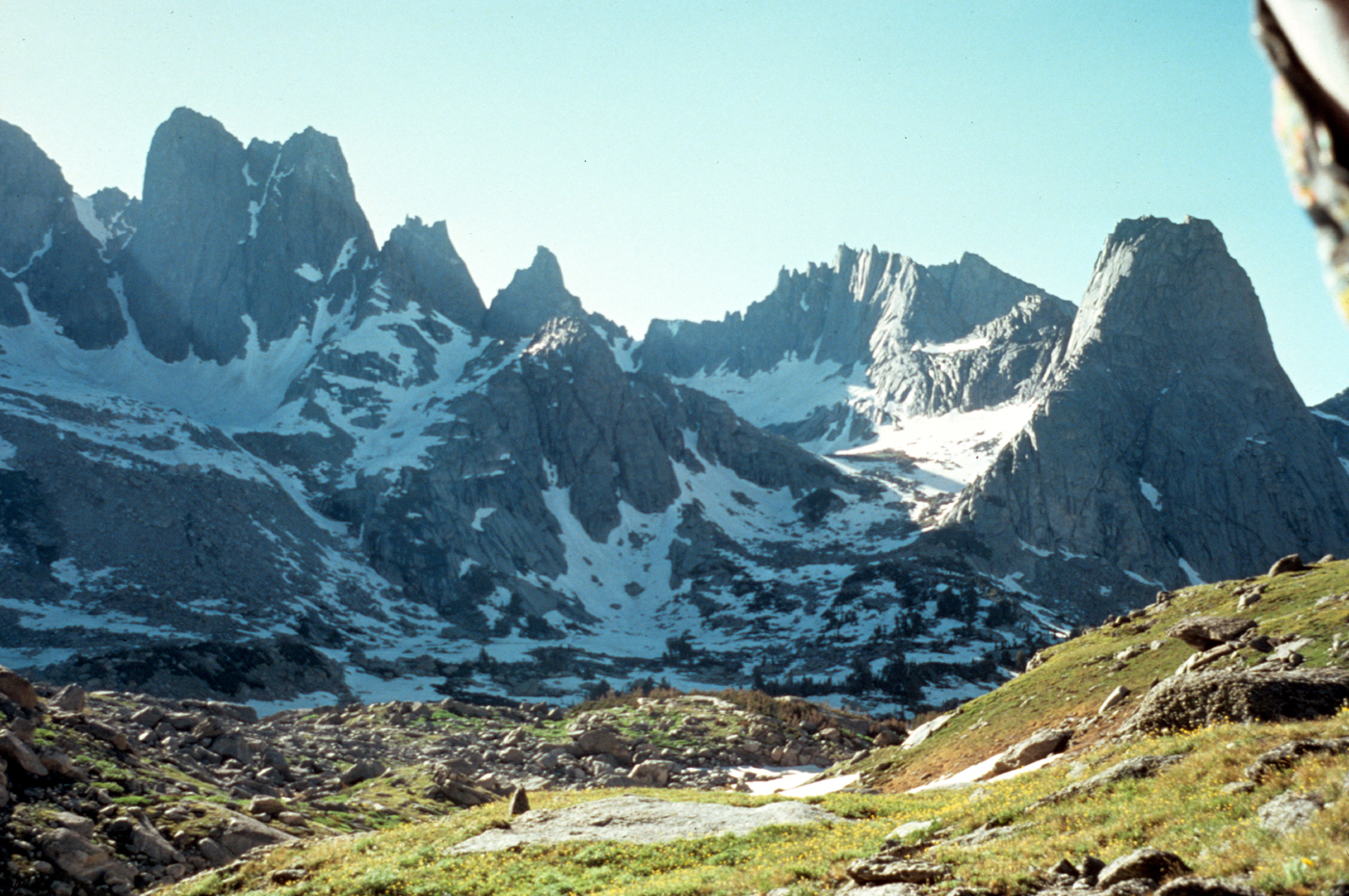
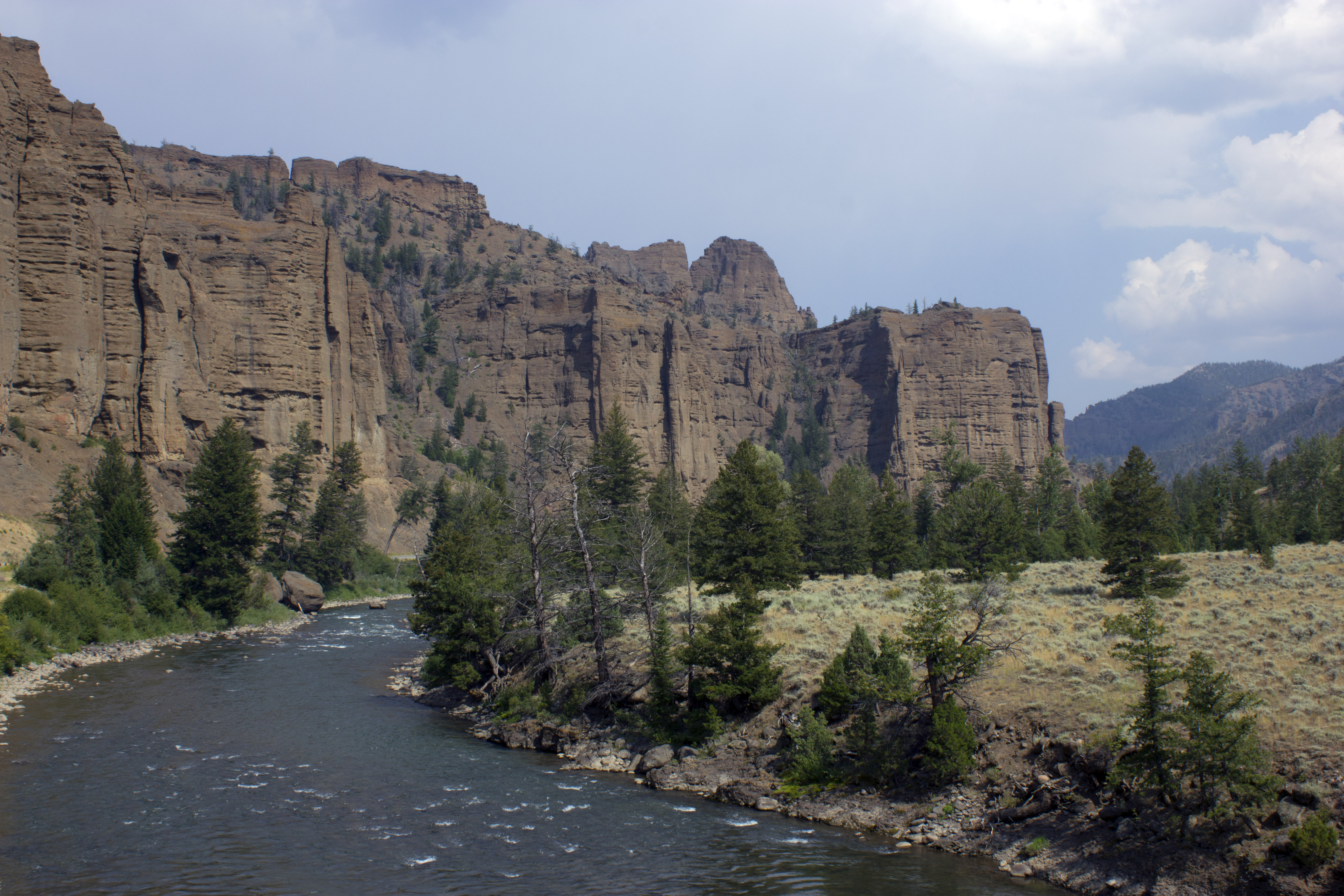